# Poeciloxestia lanceolata
Poeciloxestia lanceolata är en skalbaggsart som beskrevs av Lúcia Maria de Campos Fragoso 1978. Poeciloxestia lanceolata ingår i släktet Poeciloxestia och familjen långhorningar.
Artens utbredningsområde är:
- Costa Rica.
- El Salvador.
- Honduras.
- Panama.

Inga underarter finns listade i Catalogue of Life.